# Changan UNI-T
La Changan UNI-T è un'autovettura prodotta dalla casa automobilistica cinese Chang'an Motors dal 2020.

## Descrizione
La Changan ha presentato una concept car chiamata Yuyue Concept al Salone dell'Auto di Shanghai nell'aprile 2017, che anticipava la futura UNI-T.
Il modello di serie doveva essere presentato al Salone di Ginevra nel marzo 2020, tuttavia a causa della pandemia COVID-19, la Changan ha presentato l'UNI-T in Cina a fine marzo 2020. Il modello è arrivato sul mercato cinese a giugno 2020.
L'UNI-T è alimentato da un motore a benzina sovralimentato da 1,5 litri con 132 kW (177 CV). La vettura è una delle prime ad essere fornita dei sistemi di assistenza alla guida autonoma di livello 3.